# 须鱲
臺灣鬚鱲（学名：Candidia barbata），又稱鬚鱲、台灣縱紋鱲、台灣馬口魚，俗名一枝花、憨仔魚、山鰱仔[5]，为輻鰭魚綱鯉形目鯝科的其中一種，最早由T.Regan在日月潭發現，原本學名為Candidia barbata，後來才併入鱲屬(Zacco) [1][2]，為輻鰭魚綱鯉形目鯉科的其中一種。

## 分布
本魚廣泛分布於台灣西部各個溪流中上游，而後因為人為引進，台灣東部溪流也有牠的蹤跡，為特有種。

## 特徵
本魚體側扁，具一對細小紅色短觸鬚。魚體灰褐色，腹部白，特徵是體側中央具一明顯的黑色寬縱帶。尾鰭叉形，成熟雄魚吻部與臀鰭具明顯的追星[3][4]，腹鰭和胸鰭鮠鮮紅色(婚姻色)；雌魚顏色較淡。一般認為追星與婚姻色是馬口魚吸引異性用的性徵，但也有學者認為馬口魚的追星是用於攻擊，追星與紅色的體色是為了警告其他個體不要與其競爭交配權[3]。兩性隻體型差異顯著，雄性之最大體長可達24cm，雌性可達18cm[5]，平均體長為10~15cm。

## 生態與習性
本魚為初級淡水魚，因為其可存活的水溫範圍廣(5℃~36℃) [4]，一年四季、從高山到平地均可見其活動，對於臺灣各地不同氣候與地形的之有良好的適應力[4]。游泳與躲藏能力佳，善跳躍，喜愛在淺灘、岩石密佈、水底未被泥沙淤積及底質石礫較小的水域活動。需含氧高。性貪食雜食性偏肉食，以水生昆蟲及環節動物、藻類、有機碎屑等為食[3]。

## 飼養與繁殖
本魚的人工飼養難度不大，他們對水溫的要求低，但需要注重水質的維護。水中酸鹼值過低或過高時容易導致魚隻死亡(致死酸鹼值分別是pH≦4，pH≧10) [4]，其中，通常氨與亞硝酸是造成水質惡化的主要元兇[4]。本魚對於水中含氧量的要求高(耗氧量為 0.588mgO2/gw/h) [4]，人工飼養必須使用馬達打氣，或是使用過濾系統製造水流。
本魚為「多次產卵」魚種，生殖季較長(通常為3-12月，夏季為高峰) [3]；生殖季節雌魚卵巢內有成熟程度不同的卵，每次交配只產下成熟卵，待其他未成熟卵達到成熟的程度在做下一次交配及產卵。只要在人工環境中模擬溪流生態環境，就可以讓種魚自然繁衍。

## 經濟利用
食用魚，油炸或紅燒皆宜，也可做為觀賞魚。